# Summerside-Wilmot
Pour les articles homonymes, voir Summerside et Wilmot.
Circonscription électorale provinciale du Canada
Summerside-Wilmot est une circonscription électorale provinciale de l'Île-du-Prince-Édouard (Canada). La circonscription est créée en 1996 à partir de portions des circonscriptions de 4e Prince et 5e Prince. Elle porte en fait le nom Wilmot-Summerside jusqu'en 2007.

## Liste des députés
| Summerside-Wilmot                                       | Summerside-Wilmot | Summerside-Wilmot         | Summerside-Wilmot | Summerside-Wilmot | Summerside-Wilmot |
| Nom                                                     | Nom               | Parti                     | Mandat            | Législature       |                   |
| ------------------------------------------------------- | ----------------- | ------------------------- | ----------------- | ----------------- | ----------------- |
| Pour la période 1873-1996, voir 4e Prince et 5e Prince. |                   |                           |                   |                   |                   |
|                                                         | Gregory Deighan   | Progressiste-conservateur | 1996 - 2000       | 60e               |                   |
|                                                         | Gregory Deighan   | Progressiste-conservateur | 2000 - 2003       | 61e               |                   |
|                                                         | Gregory Deighan   | Progressiste-conservateur | 2003 - 2007       | 62e               |                   |
|                                                         | Janice Sherry     | Libéral                   | 2007 - 2011       | 63e               |                   |
|                                                         | Janice Sherry     | Libéral                   | 2011 - 2015       | 64e               |                   |
|                                                         | Janice Sherry     | Libéral                   | 2015 - 2016       | 65e               |                   |
|                                                         | Chris Palmer      | Libéral                   | 2016 - 2019       | 65e               |                   |
|                                                         | Lynne Lund        | Vert                      | 2019 - 2023       | 66e               |                   |
|                                                         | Tyler DesRoches   | Progressiste-conservateur | 2023 - en cours   | 67e               |                   |

## Géographie
La circonscription comprend la ville de Summerside à l'est de la rue Granville.